# 比爾耶爾·馬格努松
比爾耶爾·馬格努松（瑞典語：Birger Magnusson；1280年—1321年5月31日）。比耶博王朝的瑞典國王（1290年－1318年在位）。比耶博王朝國王馬格努斯三世與第二任妻子荷爾斯泰因的海爾維格的長子。

## 生平
比爾耶爾·馬格努松的父親於1275年在丹麥幫助下發動叛亂，在蒂山發生的霍瓦戰役打敗兄長瓦爾德瑪·比耶松，並於1275年7月22日成功將瓦爾德瑪·比耶松廢黜，在莫拉石頭被選為國王。因此為確保繼承權，在比爾耶爾·馬格努松四歲時已經被稱為瑞典國王。由同族的托克爾·克努特松為比爾耶爾·馬格努松的監護人，托克爾·克努特松是當時最有勢力的政客。1290年，父親馬格努斯三世逝世，比爾耶爾·馬格努松被選為國王。1293年，比爾耶爾·馬格努松在迎娶丹麥國王埃里克五世的女兒丹麥的瑪莎後於南雪平加冕。
1293年，托克爾·克努特松帶領瑞典人取得了勝利，贏得了西部卡累利阿的一部分，並興建維堡在此地鎮守。這次征討傳統上被稱為第三次瑞典十字軍東征。 當托克爾·克努特松從芬蘭返回瑞典時，比爾耶爾·馬格努松與兩名弟弟南曼蘭公爵埃里克·馬格努松及芬蘭公爵瓦爾德瑪·馬格努松之間發生了爭鬥。托克爾·克努特松支持國王比爾耶爾。其後，比爾耶爾又因為在闡釋1280年賦與教會的權利的問題上與瑞典教會發生紛爭，而埃里克·馬格努松立即利用此機會在布胡斯附近建立了一個獨立王國。內戰因此爆發，埃里克·馬格努松兩兄弟得到挪威國王的支持與國王對抗，但是於1306年，三兄弟和解，但是條件是托克爾·克努特松被國王判處斬首。同年，比爾耶爾被埃里克及瓦爾德瑪用計騙至梅拉倫湖旁的莊園晚宴，國王及王后被扣押，他們的兒子剛出世的馬格努斯·比耶松被救下帶回由舅父丹麥國王埃里克六世撫養。國王及王后被囚禁在尼古平城堡的地牢。
1308年，因為丹麥出兵而迫使埃里克·馬格努松釋放比爾耶爾及丹麥的瑪莎，比爾耶爾重獲自由後立即請求丹麥再次出兵，令戰爭重新開始。比爾耶爾名義上仍是國王，但是不得不放棄皇家地區以換取東烏普蘭、內爾徹、埃里克的南曼蘭公國、東約特蘭、哥得蘭島和維堡。1312年，埃里克·馬格努松與挪威國王哈康五世的年僅11歲的女兒英格堡·哈康斯多塔結婚，而同時瓦爾德瑪·馬格努松亦與挪威前國王埃里克二世的女兒英格堡·埃里克斯多塔結婚，因而獲得挪威的支持以約塔河為中心建立起一個包括布胡斯及哈蘭北部的獨立王國。
1317年，比爾耶爾·馬格努松邀請兩名弟弟至尼古平城堡慶祝瑞典的聖誕節，兩人在城堡被扣押及用鎖鏈綁着，是為尼古平晚宴。兩人被關在地牢，從此再沒有獲釋，相傳二人被活活餓死。可惜比爾耶爾錯判政治形勢，二人死後，他們的支持者於1318年叛亂，比爾耶爾被迫出走丹麥，他的長子馬格努斯·比耶松在斯德哥爾摩被處決。瑞典暫由馬茨·克蒂爾蒙德松攝政，並於1319年選出埃里克·馬格努松年僅3歲的兒子馬格努斯四世成為瑞典國王，由祖母荷爾斯泰因的海爾維格及母親英格堡·哈康斯多塔攝政。其後比爾耶爾於1321年於丹麥逝世，被葬於靈斯泰茲。